# Портове місто

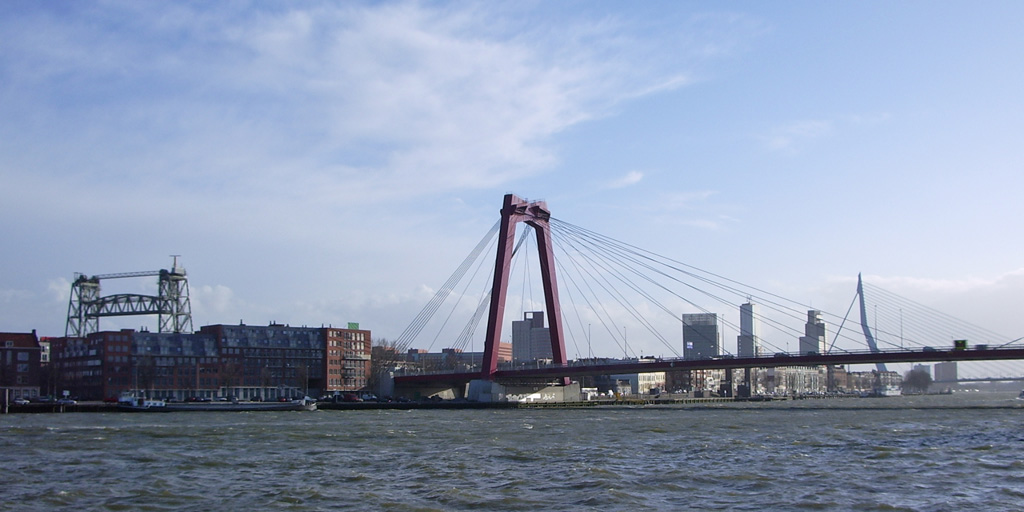
Роттердам

Місто-порт — місто, основою економіки якого є перевантаження товарів, а також трансфер пасажирів. Портовими містами вважаються, зокрема, Олександрія, Роттердам, Гамбург, Гданськ і Щецин.

## Найбільші порти світу за вантажообігом (2015)
| # | Порт         | Державаа   | Вантажообіг , тис.тон | Одиниці вимірювання |
| - | ------------ | ---------- | --------------------- | ------------------- |
| 1 | Шанхай       | КНР        | 646 514               | МТ                  |
| 2 | Сінгапур     | Сінгапур   | 575 846               | ФТ                  |
| 3 | Ціндао       | КНР        | 476 216               | МТ                  |
| 4 | Гуанчжоу     | КНР        | 475 481               | МТ                  |
| 5 | Роттердам    | Нідерланди | 466 363               | МТ                  |
| 6 | Порт-Гедленд | Австралія  | 452 940               | МТ                  |
| 7 | Нінбо        | КНР        | 448 828               | МТ                  |